# Nürnberg–Cheb-vasútvonal

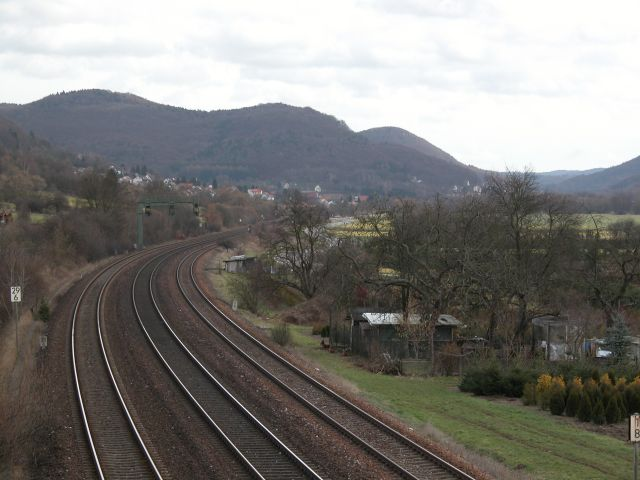
A háromvágányos szakasz Hersbruck közelében

A Nürnberg–Cheb-vasútvonal egy normál nyomtávolságú, részben kétvágányú, Cheb-Skalka–Cheb között 25 kV 50 Hz-cel villamosított vasútvonal Németországban Nürnberg és a csehországi Cheb között. A vasútvonal hossza 151,4 km, engedélyezett sebesség 160 km/h.

## Építése
A vasútvonalat több részletben adták át 1877 és 1883 között:	
- Nürnberg–Schnabelwaid: 1877 július 15.
- Schnabelwaid–Marktredwitz: 1878 május 15.
- Marktredwitz–Schirnding: 1879 november 20.
- Schirnding–Cheb: 1883 november 1.

## Fejlesztések
A Német Szövetségi Köztársaság és a Cseh Köztársaság között az 1990-es évek végén létrejött államszerződés értelmében a vonalat korszerűsítik és villamosítják, és a tervek szerint 2030-ra fejezik be.
2014-ben Felső-Frankföld, Szászország és Csehország helyi politikusaiból álló érdekcsoport alakult a vonal korszerűsítésének előmozdítására.
Az „északkelet-bajorországi vasúti bővítés” részeként középtávon tervezik a vonal villamosítását és esetlegesen a nürnbergi S-Bahnba való integrálását. Problémát jelent a sok egymás mellett lévő alagút és híd, amelyek űrszelvénye nem teszi lehetővé a jövőbeni kétvágányú üzemű felsővezeték kiépítését. A DB két változatot mutatott be a probléma megoldására. Ezek közé tartozik a „Hartenstein-alagút” néven ismert 5,5 km hosszú alagút megépítésének javaslata, amely megkerülné a Pegnitz-völgyben lévő, sok alagúttal és híddal rendelkező szakaszt. Van egy másik javaslat is egy harmadik féltől. 2021 márciusában előzetes döntés született a hét alagút kiszélesítéséről.